# Oxhagens naturreservat, Uppsala kommun
Oxhagens naturreservat är ett naturreservat i Uppsala kommun i Uppsala län.
Området är naturskyddat sedan 2002 och är 46 hektar stort. Reservatet ligger öster om övre Fyrisån och består av hagar med lövträd och skog.